# Sancy
Sancy er en lys-gullig diamant på 55,23 karat (11,046 gram) som er kendt for at have været ejet af en række vigtige personer i den europæiske historie som Karl den Dristige, Hertug af Burgund, Jakob 6. af Skotland og 1. af England og Astor-familien. Diamanten menes at stamme fra Indien på grund af dens slibning, som er ualmindelig efter vestlige standarder.
Den skjoldformede diamant består af to "kroner" (den typisk øvre halvdel af en sten), men mangler enhver form for "pavilion" (den nedre del af en sten, under midtersektionen).

## Historie
Diamanten (i dag kendt som Sancy) begyndte som Balle de Flandres på måske over 100 karat (20 gram). Balle de Flandres var medgift fra Valentina Visconti, da hun blev gift med Ludvig af Valois, hertug af Orléans (den yngre bror af Karl 6. af Frankrig) i 1398. Dens ejer i de følgende 75 år er ukendt. Den fandt vej til Karl den Dristige, Hertug af Burgund, som mistede den sammen med mange andre skatte - herunder hans sølvbadekar og smykket De Tre Brødre - i Slaget ved Grandson i 1476. Balfour (2009) mener, at diamanten fundet blandt Karl den Dristiges ejendele er den samme sten, som blev til Sancy.
Efter Karl den Dristiges død, blev stenen arvet af hans fætter, Emanuel 1. af Portugal. Da Portugal blev truet med at komme under spansk styre, flygtede Anton 1. af Portugal fra landet med størstedelen af de portugisiske kronregalier. Anton brugte resten af livet på at genvinde den portugisiske trone ved de franske og engelske hoffer. Han endte med at sælge diamanten til Nicolas de Harlay, seigneur de Sancy, hvem diamanten har navn fra i dag.
Henrik 3. af Frankrig led af tidlig skaldethed, og han prøvede at dække over det ved at bære en hovedbeklædning. Da diamanter i stigende grad blev fashionablet, lånte han de Sancys diamant til at dekorere sin hovedbeklædning. Henrik 3.'s efterfølger, Henrik 4. af Frankrig, lånte også diamanten, men med det mere praktiske formål at bruge den som sikkerhed for finansiering af en hær. En apokryfisk fortælling siger, at en budbringer med diamanten aldrig nåede frem til sit bestemmelsessted. Sancy, på daværende tidspunkt Frankrigs finansminister, var imidlertid så sikker på mandens loyalitet og igangsatte en undersøgelse, der fandt il budbringeren berøvet og myrdet. Da kroppen blev dissekeret fandt man diamanten i den loyale mands mave.
Efter finansielle problemer var de Sancy tvunget til at sælge diamanten til Jakob 6. af Skotland og 1. af England i marts 1605. Det menes, at det er her for diamanten fik sit navn Sancy. Den vejede 53 karat og kostede 60.000 écu. De Sancys bror, Robert de Halay, baron af Monglat, og den franske ambassadør i London (hans fætter Chritophe de Harlay, greve af Beaumont), håndterede salget af diamanten. Den blev beskrevet på Tower of Londons inventarliste over ædelsten som "... en fin diamant, slebet i facetter, købt af Sancy." Jakob 6. og 1. fik diamanten indsat i smykket Storbritanniens Spejl, sammen med diamanter fra Skotlands Store 'H'.
Sancy-diamanten var kun kort i Karl 1. af England og hans tredje søn, Jakob 2. af Englands besiddelse. Jakob 2. gik i eksil under den glorværdige revolution hos Ludvig 14. af Frankrigs hof. Ludvig blev dog i stigende grad træt af sin gæst. I nød måtte Jakob 2. sælge diamanten til Jules Mazarin i 1657 angiveligt for en sum på 25.000 pund. Ved sin død testamenterede kardinal Mazarin diamanten til den franske konge
Under den Franske Revolution forsvandt diamanten, da Garde Meuble (det kongelige skatkammer) blev raseret. Udover Sancy-diamanten blev en række andre skatte stjålet som Régent-diamanten og Bleu de France, Hope-diamanten.
Sancy var i Konstantin Rudanovskys samling til 1828, hvor den blev købt af prins Pavel Demidof for 80.000 pund. Diamanten gav prins Demidof som morgengave til sin finske hustru, Aurora Demidof (født Stjernvall). Prins Demidof døde i 1840, og Aurora giftede sig igen i 1846 med oberst Andrei Karamzin, som døde i 1854 under Krimkrigen. Aurora måtte sælge Sancy-diamanten i 1865 til sir Jamsetjee Jeejeebhoy, en indisk forretningsmand, for 100.000 pund for at dække sin søn, Paul Demidofs gæld. Blot et år senere solgte sir Jamsetjee diamanten. Det skabte et hul i diamantens ejerskabshistorie. I 1867 dukkede den op igen på Verdensudstillingen i Paris med en pris på en million franc.
Næste gang Sancy-diamanten registreres i historien er i 1906, da den købes af William Waldorf Astor, 1. viscount af Astor, fra den kende russiske kunst- og ædelstenssamler A.K. Rudanovsky. Den prominente Astor-familie ejede stenen i 72 år, til William Waldorf Astor 3., 4. Viscount Astor, solgte den til Louvre-museet i 1978 for USD 1.000.000. Sancy-diamanten hviler nu i Apollon-galleriet sammen med andre franske kronregalier som Regent-diamanten og Hortensia-diamanten.